# دييغو بلاسينتي

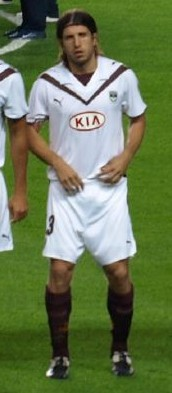
دييغو بلاسينتي بقميص نادي بوردو

دييغو رودولفو بلاسينتي (بالإسبانية: Diego Placente)‏ ولد في (24 أبريل 1977 في بوينس آيرس) لاعب كرة قدم أرجنتيني يلعب حاليا لصالح نادي الدرجة الأولى بوردو الفرنسي في مركز الظهير الأيسر .

## المسيرة الرياضية
بدأ بلاسينتي مسيرته الرياضية في نادي أرجنتينوس جونيورز سنة 1996 ثم انتقل إلى نادي ريفر بليت سنة 1997 . قرر خوض تجربة الاحتراف الخارجي ووافق على الانضمام إلى نادي باير ليفركوزن الألماني سنة 2001 موقعا على عقد يمتد لأربع سنوات حيث التزم بكامل مدة عقده رافضا عروض مغرية للانضمام إلى نادي إيفرتون الإنجليزي ونادي سيلتا فيغو الإسباني . ساهم في احتلال النادي مركز الوصيف في 3 بطولات في موسم واحد 2001/2002 وهي دوري الدرجة الأولى ، كأس الاتحاد الألماني، ودوري أبطال أوروبا . في نفس الموسم شارك في أول مباراة دولية مع منتخب الأرجنتين في سنة 2001 ومنذ ذلك الوقت أصبح مجموع مبارياته الدولية 22 .
في سنة 2008 عاد إلى الأرجنتين وانضم إلى نادي سان لورينزو كما وجود بند في العقد يسمح له بفسخ العقد مجانا في حال تلقى عرض أوروبي مغري وهو ما حدث في صيف سنة 2008 عندما قرر نادي بوردو التعاقد معه موقعا على عقد يمتد لسنتين . في موسم 2008/2009 استطاع أن يساهم في تحقيق النادي 3 بطولات وهي كأس الأبطال الفرنسي ثم كأس الدوري الفرنسي ثم بطولة دوري الدرجة الأولى .

## الحياة الشخصية
بلاسينتي متزوج من امرأة يهودية الديانة مما دعا نادي مكابي تل أبيب الإسرائيلي للتفاوض من أجل الانضمام إليه . اعتقدت زوجته بأن دييغو غير مهتم باللعب في إسرائيل ولذلك قرر رفض العرض .

## الإنجازات
بوردو
- دوري الدرجة الأولى : 2008/2009
- كأس الدوري الفرنسي : 2008/2009
- كأس الأبطال الفرنسي : 2008/2009

منتخب الأرجنتين
- كأس العالم لكرة القدم للشباب : 1997

## روابط خارجية
- دييغو بلاسينتي على موقع قاعدة بيانات كرة القدم.إي يو (الإنجليزية)
- دييغو بلاسينتي على موقع ليكيب (الفرنسية)
- دييغو بلاسينتي على موقع ناشيونال فوتبول تيمز (الإنجليزية)
- دييغو بلاسينتي على موقع Soccerbase.com (لاعب) (الإنجليزية)
- دييغو بلاسينتي على موقع Soccerway.com (الإنجليزية)
- دييغو بلاسينتي على موقع عالم كرة القدم.نت (الإنجليزية)
- دييغو بلاسينتي على موقع كووورة